# Trémouille-Saint-Loup
Trémouille-Saint-Loup település Franciaországban, Puy-de-Dôme megyében. Lakosainak száma 144 fő (2022. január 1.). Trémouille-Saint-Loup Beaulieu, Lanobre, Bagnols, Cros, Labessette és Larodde községekkel határos.

## Népesség
A település népessége az elmúlt években az alábbi módon változott:
| Lakosok száma | 132  | 139  | 147  | 147  | 149  | 151  | 153  | 148  | 144  |
|               | 2013 | 2015 | 2016 | 2017 | 2018 | 2019 | 2020 | 2021 | 2022 |